# Итун-Маньчжурский автономный уезд
Иту́н-Маньчжу́рский автоно́мный уе́зд (кит. упр. 伊通满族自治县, пиньинь Yītōng mǎnzú zìzhìxiàn, маньчж. ᡳᡨᡠᠩ ᠮᠠᠨᠵᡠ ᠪᡝᠶᡝ ᡩᠠᠰᠠᠩᡤᠠ ᠰᡳᠶᠠᠨ) — автономный уезд в городском округе Сыпин, провинция Гирин, КНР.  Более чем 38 % населения - маньчжуры. Власти уезда размещаются в посёлке Итун.

## Название
Уезд назван в честь протекающей по его территории реки Итунхэ.

## История
В 1882 году в этих местах была образована область Итун (伊通州), которая в 1909 году была поднята в статусе до Непосредственно управляемой области (伊通直隶州). После Синьхайской революции в Китае была проведена реформа структуры административного деления, в ходе которой области были упразднены, и поэтому непосредственно управляемая область была в 1913 году преобразована в уезд.
В 1931 году Маньчжурия была оккупирована японскими войсками, а в 1932 году было образовано марионеточное государство Маньчжоу-го. В 1941 году уезд Итун был объединён с уездом Шуанъян в уезд Тунъян (通阳县). После войны 15 марта 1946 года уезд Тунъян был ликвидирован, а уезды Итун и Шуанъян — восстановлены.
После образования КНР уезд Итун вошёл в состав провинции Гирин. 30 августа 1988 года уезд Итун был преобразован в Итун-Маньчжурский автономный уезд.

## Административное деление
Автономный уезд делится на 12 посёлков и 3 волости.